# Saccoderma robusta
Saccoderma robusta är en fiskart som beskrevs av Dahl, 1955. Saccoderma robusta ingår i släktet Saccoderma och familjen Characidae. Inga underarter finns listade i Catalogue of Life.